# Doomsday Blue
Doomsday Blue è un singolo della cantautrice irlandese Bambie Thug, pubblicato il 13 ottobre 2023 come primo estratto dal terzo EP Cathexis.

## Descrizione
La canzone tratta della realtà della rottura, dell'inganno e del dolore dell'amore non corrisposto, descrivendo la canzone come "esplosiva" e "impattante" ma, allo stesso tempo, "dolce" e "sentita". Durante la produzione della canzone con Tyler Ryder, Bambie Thug ha voluto includere il maggior numero possibile di generi diversi, con l'obiettivo di scrivere un brano "che sfidi le definizioni".
La canzone incorpora una combinazione di alternative rock, pop e jazz ed è definita dall'artista come "una rottura electro-metal" che rappresenta il suo stile musicale, includendo anche l'utilizzo di un cambio di registro alla fine della canzone.
Il singolo ha visto la partecipazione non accreditata della cantante britannica Olivia Cassy Brooking, conosciuta principalmente con lo pseudonimo Cassyette.

## Promozione
Il brano ha partecipato a Eurosong 2024, la selezione nazionale organizzata dall'emittente RTÉ per selezionare la canzone irlandese per l'Eurovision Song Contest. Sei brani hanno partecipato alla competizione, che si è svolta il 26 gennaio 2024 presso lo Studio 4 dei centri televisivi RTÉ di Dublino, durante il Late Late Show: Eurovision Special, esibendosi per seconda. Il brano ha ricevuto il massimo dei punteggi dalla giuria irlandese e dal televoto, ottenendo abbastanza punti per essere proclamata vincitrice del concorso, guadagnando il diritto di rappresentare l'Irlanda all'Eurovision Song Contest 2024 a Malmö.

## Tracce
Testi di Bambie Ray Robinson, Olivia Cassy Brooking, Sam Matlock e Tyler Ryder, musiche di Tyler Ryder.
Download digitale
1. Doomsday Blue – 3:03

Download digitale – Intimate Version
1. Doomsday Blue (Intimate Version) – 4:16

## Classifiche
| Classifica (2024) | Posizione massima |
| ----------------- | ----------------- |
| Finlandia         | 40                |
| Grecia            | 12                |
| Irlanda           | 23                |
| Lituania          | 9                 |
| Paesi Bassi       | 86                |
| Polonia           | 60                |
| Regno Unito       | 67                |
| Svezia            | 64                |